# 鲍学全
鲍学全（1957年6月—），安徽人，中华人民共和国官员。

## 生平
1974年12月至1978年3月，在中国人民解放军步兵第六一一团服役；1976年10月，加入中国共产党。1978年3月至1982年12月，在吉林医科大学医疗系学习。1982年12月至1984年9月，在解放军步兵第611团做医生。1984年9月至1987年6月，在中国中医研究院攻读硕士研究生。1987年6月至1996年4月，先后任国家中医药管理局秘书、副处长、处长。1996年4月至2004年10月，先后任国务院办公厅秘书局处长、副局级秘书、局级秘书。2004年10月至2012年10月，先后任中国福利彩票发行管理中心副主任、主任。
2012年11月至2015年9月，任全国老龄办党组成员、副主任。2015年9月至2017年2月，任中华人民共和国民政部离退休干部局巡视员。2017年2月，因涉嫌严重违纪被立案审查。
2017年8月，据驻民政部纪检组消息：经中央纪委批准，中央纪委驻民政部纪检组对中国福利彩票发行管理中心原主任鲍学全，严重违纪问题进行了立案审查。经查，鲍学全违反中央八项规定精神，超标准使用办公用房；违反廉洁纪律，收受礼金、购物卡；违反生活纪律，与他人发生不正当性关系；利用职务上的便利为他人谋取利益并收受财物，涉嫌受贿犯罪。民政部党组决定给予鲍学全开除党籍、开除公职处分，并将涉嫌犯罪问题、线索及所涉款物移送司法机关依法处理。